# Zemljin polmer
Zêmljin polmér (tudi ~ pólmér) (pogoste označbe r🜨, rZ, rE) je razdalja od središča Zemlje do njene površine na srednji morski gladini. Zemlja ni popolna krogla in je na obeh polih sploščena, ob ekvatorju pa izbočena. Njena pravilnejša oblika je znana kot sploščen sferoid (oziroma sploščen rotacijski elipsoid). Njena še točnejša oblika se imenuje geoid. Nekrogelna oblika Zemlje pomeni, da se njen polmer s krajem spreminja.

## Glavna polmera
Glavna polmera nista odvisna od lege na Zemlji.
Zemljin ekvatorski polmer a je razdalja od njenega središča do ravnika in znaša 6378,1366 km.
Zemljin polarni polmer b, oziroma polmer ob poldnevniku, je razdalja od njenega središča do Severnega ali Južnega tečaja in znaša 6356,7523 km.

## Srednji polmeri
Zemljin kvadratično srednji polmer je 6372,79747760 km:  
{\displaystyle Q_{r}={\sqrt {\frac {3a^{2}+b^{2}}{4}}}\!\,.}
Zemljin srednji polmer je 6371,005076123 km. To je srednja vrednost vseh razdalj točk na Zemljini površini. Srednji polmer lahko zapišemo kot:
{\displaystyle S_{r}={\sqrt {\frac {a^{2}+{\frac {ab^{2}}{\sqrt {a^{2}-b^{2}}}}\ln {({\frac {a+{\sqrt {a^{2}-b^{2}}}}{b}})}}{2}}}={\sqrt {\frac {S}{4\pi }}}\!\,,}
kjer je S površina Zemlje. To bi bil polmer domnevne popolne krogle z enako površino kot Zemlja.
Zemljin volumetrični polmer je 6371,0008 km. To je polmer krogle z enako prostornino:
{\displaystyle V_{r}={\sqrt[{3}]{a^{2}b}}\!\,.}
Zemljin poldnevniški srednji polmer je 6367,4491 km. To je polmer pri iskanju obsega elipse. Predstavlja srednjo vrednost M:
{\displaystyle M_{r}={\frac {2}{\pi }}\int _{0}^{90^{\circ }}\!M(\phi )\,d\phi \;\approx \left[{\frac {a^{1,5}+b^{1,5}}{2}}\right]^{1/1,5}\!\,.}
Včasih uporabljajo Zemljin polmer kot enoto za dolžino. Še posebej v astronomiji in geologiji in ga označujejo z rZ ali z {\displaystyle r_{\oplus }} (v tujih virih z RE). Tako je na primer astronomska enota, razdalja do Sonca, enaka 23.480 rZ, srednja razdalja do Lune 60 rZ in razmerje njunih velikosti rZ/rL=16,7.

## Polmer na dani zemljepisni širini
Zemljin polmer na dani geocentrični zemljepisni širini {\displaystyle \ell } ({\displaystyle \phi _{g}}) je:
{\displaystyle r_{\ell }={\frac {ab}{\sqrt {a^{2}-(a^{2}-b^{2})\cos ^{2}\ell }}}}
(širina je {\displaystyle \pi /2} na severnem tečaju, 0 na ekvatorju in {\displaystyle -\pi /2} na južnem tečaju).
Premer Zemlje je izračunal Eratosten okoli leta 240 pr. n. št. Njegovo vrednost je uporabljal tudi Posidonij okoli sto let kasneje, in jo tudi sam izračunal na podoben način. Al-Biruni je izračunal Zemljin polmer in dobil vrednost 6339,6 km. Njegovo vrednost so navajali na zahodu še v 16. stoletju.